# Carlo-Schmid-Stiftung
Die gemeinnützige Carlo-Schmid-Stiftung wurde 1987 von Siegmar Mosdorf als rechtsfähige Stiftung bürgerlichen Rechts gegründet, um an den Politiker zu erinnern, der als Mitglied des Parlamentarischen Rates an der Gestaltung des Grundgesetzes mitwirkte und damit die Nachkriegszeit in Deutschland mitprägte.

## Aufgaben
Die Stiftung sieht sich der liberal-humanistischen Tradition Carlo Schmids verpflichtet und fördert das demokratische Staatswesen in Deutschland, indem sie Personen, Gruppen oder Organisationen auszeichnet, die durch ihr Lebenswerk oder Publikationen, Aktionen oder Handlungen einen Beitrag zur Erhaltung oder Weiterentwicklung des demokratischen und sozialen Rechtsstaats, der liberalen politischen Kultur in Deutschland sowie zur europäischen Verständigung geleistet haben.

## Förderpreis
Die Stiftung vergibt regelmäßig die Carlo-Schmid Medaille an eine Person oder Organisation, die sich entsprechend ihrer satzungsgemäßen Aufgabe ausgezeichnet hat. Der Preis besteht aus einer Nachbildung der den Fortschritt symbolisierenden Bronzeplastik „Hyperion“ des Bildhauers Hans Scheib sowie eines Preisgeldes von 5000 Euro. Die Preisverleihung findet im Rahmen einer Festveranstaltung im Mannheimer Schloss statt, an der zuletzt 250 Gäste teilnahmen.
Preisträger waren:
- 1989 Klaus von Bismarck
- 1991 Manfred Stolpe
- 1993 Daniel Goeudevert
- 1995 Lilli Gruber
- 1996 Jacques Delors
- 1998 Helmut Schmidt
- 2001 ARTE
- 2004 Deutsch-Französisches Jugendwerk und Deutsch-Polnisches Jugendwerk
- 2006 Hertie-Stiftung und Robert Bosch Stiftung
- 2008 Hans-Dietrich Genscher
- 2010 Werner Spies
- 2014 Jean-Marc Ayrault
- 2018 Joachim Gauck
- 2024 Correctiv

## Organisation
Vorsitzender ist Peter Kurz, ehemaliger Oberbürgermeister der Stadt Mannheim. Dem Vorstand gehören des Weiteren an: Anni Betz (Geschäftsführerin), Rosa Grünstein und Helmut Zilligen.
Dem Kuratorium gehören an: Andreas Stoch (Vorsitzender), Katarina Barley, Klaus von Beyme (†), Herta Däubler-Gmelin, Siegmar Mosdorf, Edzard Reuter, Wolfgang Thierse, Ulrich Weidner, Monika Wulf-Mathies.
Die Stiftung hat ihren Sitz in Stuttgart; die Geschäftsstelle ist dort am Wilhelmsplatz 10.